# Arboretum La Tuillière
El Arboreto La Tuillière (francés: Arboretum La Tuillière también llamado Arboretum de Ayen), es un arboreto de 8.5 hectáreas de extensión, que se encuentra en el centro oeste de Francia, en el borde occidental del «Massif central» en la comuna de Ayen, departamento de Corrèze.
Está abierto al público todo el año con una simple reserva. La visita es gratuita.

## Historia
El origen de los terrenos son los de una casa de campo que data de antes de 1830, y un granero de 1861.
Se realizó la restauración de la antigua granja en el año 1991 y se ha transformado al granero en una casa en el año 1996. Más tarde se ha añadido un invernadero, que actualmente sirve como una oficina.
En 2001 se compraron las piedras de una torre destartalada de un viejo castillo en Objat « Castel Labrudie », que data del siglo XVII (1661). Una empresa ha participado en la demolición y reconstrucción en los terrenos de su actual emplazamiento.
En 2008 se construyó una pequeña casa ecológica de madera con un techo verde, dos paneles solares fotovoltáicos y un inodoro seco.
En 2012 fue construido un centro de visitantes (también con un techo verde) y en 2014 una cúpula.
Para la gestión y la explotación del arboreto se fundó una asociación, ‘Les amis de l'arboretum de La Tuillière’.

## Colecciones
El arboreto alberga: 
El arboreto tiene dos parcelas: la vieja parcela adquirida en 1990, de 3,5 hectáreas y la nueva de 2010 con 5,1 ha.
Sobre la antigua parcela la siembra de la colección de árboles comenzó inmediatamente después de la compra de la propiedad. En ese momento no estaba previsto la creación de un jardín botánico. Simplemente se sembraron los árboles, verdadera pasión que ha crecido con el tiempo.
En la parcela de 3,5 hectáreas sólo había dos campos sembrados de coníferas, el llamado "Pinetum". También hay una serie de árboles viejos.
Actualmente hay más de 1.600 especies (taxones) de árboles y arbustos, en un parque ajardinado. 
Se han procurado plantar especies de todas las familias, y en algunas especies también algo de variedades y cultivares.
Hay cuatro estanques:
La fecha del estanque original es de aproximadamente 1970. 
En el 2000 fue excavado un segundo estanque. Este segundo estanque sirve como desbordamiento de la laguna inicial. Está seco durante el verano. 
Los estanques están habitadas por patos, carpas, Koi y tres gansos.
En 2011 se excavaron dos nuevos estanques: uno en la fuente y otro para humedal.